# Кубок Польщі з футболу 1972—1973
Кубок Польщі з футболу 1972–1973 — 19-й розіграш кубкового футбольного турніру в Польщі. Титул вп'яте здобула Легія (Варшава).

## Календар
| Раунд        | Матчі | Клуби   |
| ------------ | ----- | ------- |
| Перший раунд | 16    | 46 → 30 |
| Другий раунд | 14    | 30 → 16 |
| 1/8 фіналу   | 8     | 16 → 8  |
| 1/4 фіналу   | 8     | 8 → 4   |
| 1/2 фіналу   | 4     | 4 → 2   |
| Фінал        | 1     | 2 → 1   |

## Перший раунд
| Команда 1                 | Рахунок | Команда 2              |
| ------------------------- | ------- | ---------------------- |
| Сосніца (Гливиці)         | 1:4     | Стар (Стараховіце)     |
| Снярдви (Ожиш)            | 1:3     | Шльонськ (Вроцлав)     |
| Бленкітні (Кельці)        | 2:3     | Завіша (Бидгощ)        |
| Мотор (Прашка)            | 0:1     | Гутник (Краків)        |
| Одра-2 (Ополе)            | 1:0     | Полонія-2 (Битом)      |
| Унія (Освенцим)           | 2:3     | Ураня (Руда-Шльонська) |
| Варта (Познань)           | 1:2     | ГКС (Катовиці)         |
| Одра (Вроцлав)            | 1:0 дч  | Арка (Гдиня)           |
| Люблінянка (Люблін)       | 3:1     | АКС Нівка (Сосновець)  |
| Ресовія (Ряшів)           | 7:1     | Засталь (Зелена Гура)  |
| БКС Сталь (Бельсько-Бяла) | 0:2     | Шомберки (Битом)       |
| РКС Урсус                 | 1:0     | Гурник (Валбжих)       |
| Чарні (Щецин)             | 3:0     | Гвардія (Кошалін)      |
| Сточньовец (Гданськ)      | 0:2     | Сталь (Ряшів)          |
| Влукняж (Білосток)        | 2:1     | П'яст (Гливиці)        |
| Унія (Тарнув)             | 3:0     | Ґопланя (Іновроцлав)   |

## Другий раунд
| Команда 1              | Рахунок      | Команда 2            |
| ---------------------- | ------------ | -------------------- |
| Сталь (Ряшів)          | 1:3          | Полонія (Битом)      |
| Унія (Тарнув)          | 1:0          | Заглембє (Сосновець) |
| Гутник (Краків)        | 0:0 пен. 8:6 | Сталь (Мелець)       |
| Ураня (Руда-Шльонська) | 4:3 дч       | Одра (Ополе)         |
| Завіша (Бидгощ)        | 1:1 пен. 3:2 | Погонь (Щецин)       |
| Стар (Стараховіце)     | 0:1 дч       | Заглембє (Валбжих)   |
| Шомберки (Битом)       | 1:0          | Лех (Познань)        |
| Одра-2 (Ополе)         | 0:2          | Рух (Хожув)          |
| Одра (Вроцлав)         | 1:0          | Вісла (Краків)       |
| Люблінянка (Люблін)    | 2:1          | Гвардія (Варшава)    |
| РКС Урсус              | 1:2          | ГКС (Катовиці)       |
| Влукняж (Білосток)     | 1:4          | ЛКС (Лодзь)          |
| Чарні (Щецин)          | 2:2 пен. 4:3 | Шльонськ (Вроцлав)   |
| Ресовія (Ряшів)        | 1:0          | РОВ (Рибник)         |

## 1/8 фіналу
| Команда 1              | Рахунок      | Команда 2          |
| ---------------------- | ------------ | ------------------ |
| Унія (Тарнув)          | 2:3          | Полонія (Битом)    |
| Ураня (Руда-Шльонська) | 1:2          | Гурник (Забже)     |
| Гутник (Краків)        | 1:3 дч       | Рух (Хожув)        |
| Одра (Вроцлав)         | 3:1          | Заглембє (Валбжих) |
| Люблінянка (Люблін)    | 1:5          | Легія (Варшава)    |
| ГКС (Катовиці)         | 2:0          | ЛКС (Лодзь)        |
| Чарні (Щецин)          | 2:4          | Завіша (Бидгощ)    |
| Ресовія (Ряшів)        | 1:1 пен. 2:5 | Шомберки (Битом)   |

## 1/4 фіналу
| Команда 1        | Заг.    | Команда 2       | 1-й матч | 2-й матч |
| ---------------- | ------- | --------------- | -------- | -------- |
| Одра (Вроцлав)   | 3:2     | Гурник (Забже)  | 2:1      | 1:1      |
| Шомберки (Битом) | 2:2 (ч) | Рух (Хожув)     | 1:0      | 1:2      |
| ГКС (Катовиці)   | 1:5     | Полонія (Битом) | 1:2      | 0:3      |
| Завіша (Бидгощ)  | 0:3     | Легія (Варшава) | 0:1      | 0:2      |

## 1/2 фіналу
| Команда 1       | Заг. | Команда 2        | 1-й матч | 2-й матч |
| --------------- | ---- | ---------------- | -------- | -------- |
| Полонія (Битом) | 8:1  | Одра (Вроцлав)   | 3:1      | 5:0      |
| Легія (Варшава) | 4:2  | Шомберки (Битом) | 3:1      | 1:1      |

## Фінал
| 17 червня 1973 |

| Легія (Варшава) | 0:0 дч   | Полонія (Битом) |
| --------------- | -------- | --------------- |
|                 | Протокол |                 |

| Стадіон ім.Едмунда Шица, Познань Глядачів: 10 000 Арбітр: Марян Кустонь |

|                                        |     | Пенальті                                    |  |
| Гадоха · Дейна · Пешко · Ципка · Новак | 4:2 | Радецкі · Янік · Брисяк · Ґурскі · Хойнацкі |  |